# Famille Clicquot
Pour les articles homonymes, voir Clicquot.
La famille Clicquot est une famille subsistante d'ancienne bourgeoisie française, originaire de Reims en Champagne.
Elle a donné deux branches. La branche aînée, subsistante, a donné plusieurs facteurs d'orgues : elle porte depuis 1869 le nom « Clicquot de Mentque ». La branche cadette, éteinte, a donné des négociants en vin de Champagne.

## Filiation
Le premier auteur connu est Husson Clicquot, qui était marchand-tonnelier à Reims vers 1550. Son fils, Paul Clicquot, mort en 1601, fut aussi marchand-tonnelier à Reims. Son fils Antoine (I) Clicquot, qui lui succède comme maître tonnelier à Reims, a quatre fils, dont : Nicolas Clicquot qui s'établit a Paris et donne la dynastie des facteurs d'orgues, et Antoine II Clicquot, marchand tonneliers à Reims, qui est la souche des négociants en vin de Champagne.

### Branche aînée subsistante Clicquot devenue en 1869 Clicquot de Mentque

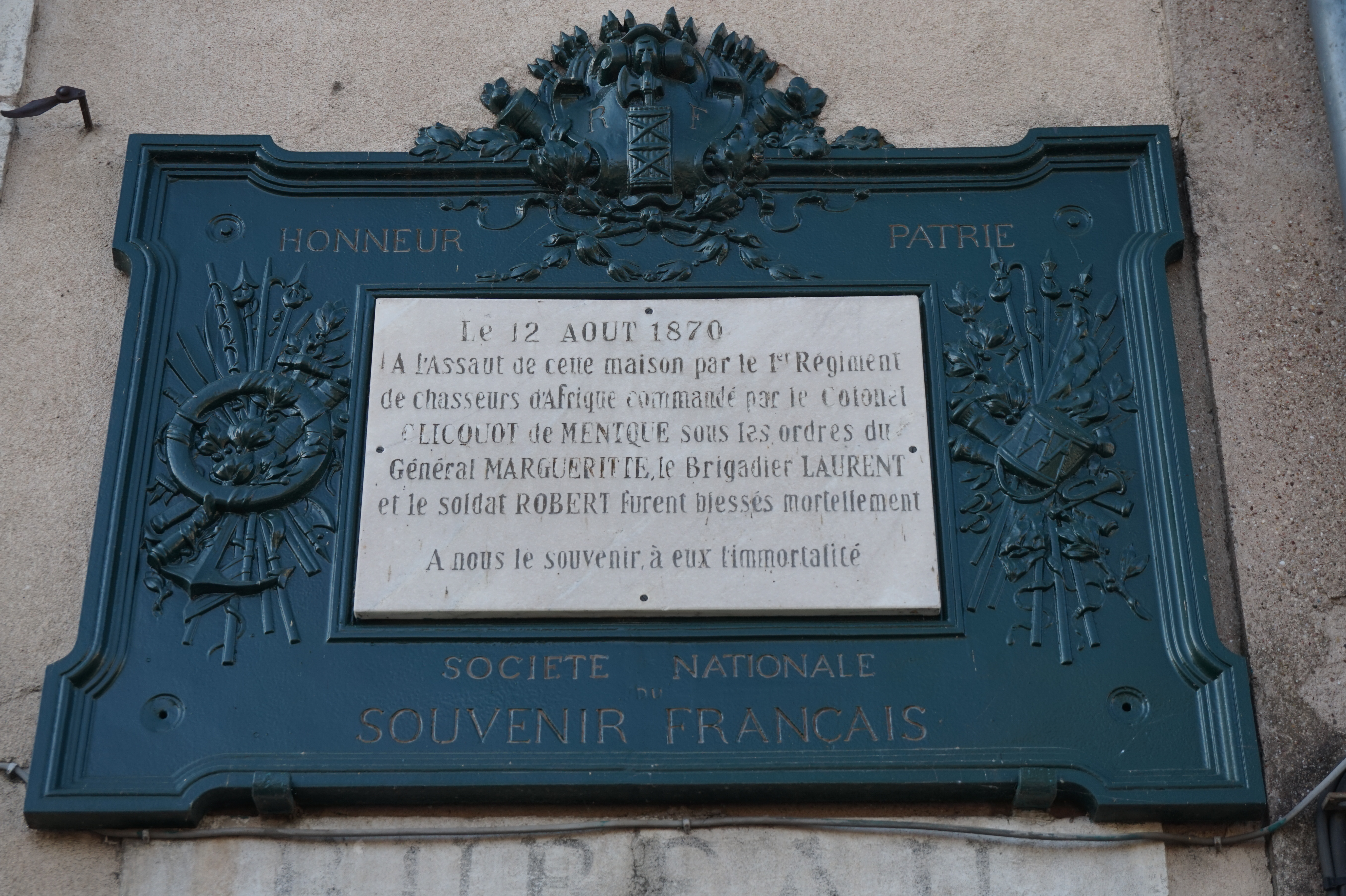
Plaque mentionnant le colonel Clicquot de Mentque.

Antoine (I) Clicquot (1570-1635), est l'auteur de la branche aînée Clicquot.
Son fils aîné, Nicolas, mort avant 1672, est le père de Robert Clicquot (1644-1719), Maître-facteur d'orgue parisien, dont le fils Louis-Alexandre Clicquot (1680-1760) et le petit-fils, François-Henri Clicquot (1732-1790), sont, à leur tour, célèbres facteurs d'orgue à Paris. Charles Clicquot (1773-1857) épouse Pauline Martin de Mentque. Il obtient l'autorisation impériale d'ajouter le nom de son épouse à son patronyme. Il est colonel-directeur des Parcs  de construction militaires, chevalier de Saint-Louis, commandeur de la Légion d'honneur. Il est l'auteur de la branche aînée subsistante Clicquot de Mentque.
En 1869 Louis-Henri Clicquot et son frère Charles-Eugène Clicquot obtinrent l'autorisation d'ajouter le nom de leur mère au leur et ainsi de s'appeler Clicquot de Mentque.

### Branche cadette éteinte Clicquot-Ponsardin
Antoine (II) Clicquot, (né vers 1612) est le fils cadet d'Antoine (I) Clicquot (1570-1635). Il est l'auteur de la branche cadette des négociants en vin de Champagne qui compte, parmi ses descendants : 
- Guillaume Clicquot, né en 1708, procureur aux traites foraines de Reims, conseiller du roi.
- Philippe Clicquot (1743-1819), banquier et propriétaire de vignes à Reims.
- François Clicquot (1774-1805), négociant en champagne. Il épouse le 11 juin 1798, à Reims, Barbe Ponsardin (1777-1866) qui deviendra la célèbre Veuve Clicquot-Ponsardin. Leur fille unique :
  - Clémentine Clicquot (1799-1863) épouse Louis-Marie-Joseph, comte de Chevigné (1818-1877). Leur petite-fille, Marie-Clémentine de Chevigné (1818-1877), épouse Louis de Rochechouart, comte de Mortemart. Leur arrière-petite-fille, Anne de Rochechouart de Mortemart, épouse le 10 mai 1867, Emmanuel de Crussol, duc d'Uzès : elle deviendra la duchesse d'Uzès[3],[4].

La branche Clicquot-Ponsardin est éteinte depuis 1805.

## Histoire
La dynastie de facteurs d'orgue (ou organiers) s'est établie à Paris aux XVIIe et XVIIIe siècles. Le membre fondateur est Nicolas, qui a pour gendre le facteur parisien Étienne Enocq. de son second mariage avec Antoinette Fuyard, il a un fils Robert Clicquot (1645-1719), qui lui succède comme facteur d'orgue, qui épouse à Reims le 9 mai 1672 Marie Colbert (1652-1734), fille de Jean Colbert, maître écrivain à Reims, probablement un lointain parent du ministre Colbert.

## Personnalités
- Robert Clicquot (Reims, 1645 - Paris, 1719), maître facteur d'orgues, il est facteur d'orgues du roi Louis XIV dès 1679. Il a construit de nombreux instruments dans la région parisienne et en Normandie : chapelle du château de Versailles (restauration Boisseau Cattiaux 1995), Saint-Quentin et Saint-Louis-des-Invalides à Paris, cathédrale de Rouen.
- Jean-Baptiste Simon Clicquot (Reims, 3 novembre 1678 - Paris, 16 mars 1746), fils aîné du précédent, facteur d'orgues ordinaire du Roi. On ne sait quasiment rien de ses travaux, si ce n'est qu'en 1701 il travaille à l'orgue des Dominicaines de Poitiers.
- Louis-Alexandre Clicquot (Paris, 1684 - Paris, 25 janvier 1760), fils cadet de Robert. En 1732 il répare l'orgue de Saint-Nicolas-des-Champs à Paris, et en 1734 construit l'orgue de l'église Saint-Jacques-Saint-Christophe de Houdan (le plus ancien orgue d' Île-de-France encore en fonctionnement), ainsi que celui de Rozay-en-Brie. En 1736 il refait les sommiers de Grand-Orgue et de Pédale à la chapelle royale de Versailles. Il est nommé facteur d'orgues du roi Louis XV en 1748 et entretient de nombreux instruments de la capitale et de la proche banlieue.
- François-Henri Clicquot (Paris, 1732 - Paris, 1790), fils de Louis-Alexandre et beau-frère d'Adrien Lépine, avait le titre de facteur d'orgues du roi. À la mort de son père, il reprend l'atelier familial en restaurant les instruments construits par ses ancêtres. Les travaux très importants effectués à Saint Gervais en 1758 constituent l’un de ses premiers chantiers. Il construit ensuite l’orgue monumental de Saint Sulpice (64 jeux) puis celui de Saint Nicolas-des-Champs et de l'église Saint Laurent. Sa renommée s'étend à la France entière (grand orgue de la cathédrale de Nantes). Les instruments qu’il construit sont réputés pour la splendeur de leur harmonie, la couleur de leurs jeux de flûte et la rondeur des batteries d'anches. Ils comptent parmi les plus beaux chefs-d'œuvre de l'« orgue classique français ». Son nom demeure encore aujourd'hui parmi les plus connus de la facture d’orgue grâce aux instruments de Souvigny (1782) et de la cathédrale Saint-Pierre de Poitiers (1790), son dernier chef-d’œuvre. En 1789 il commence une Théorie pratique de la facture d'orgue restée à l'état d'ébauche à cause de son décès le lundi de la Pentecôte, 24 mai 1790.

### Instruments réalisés par les Clicquot

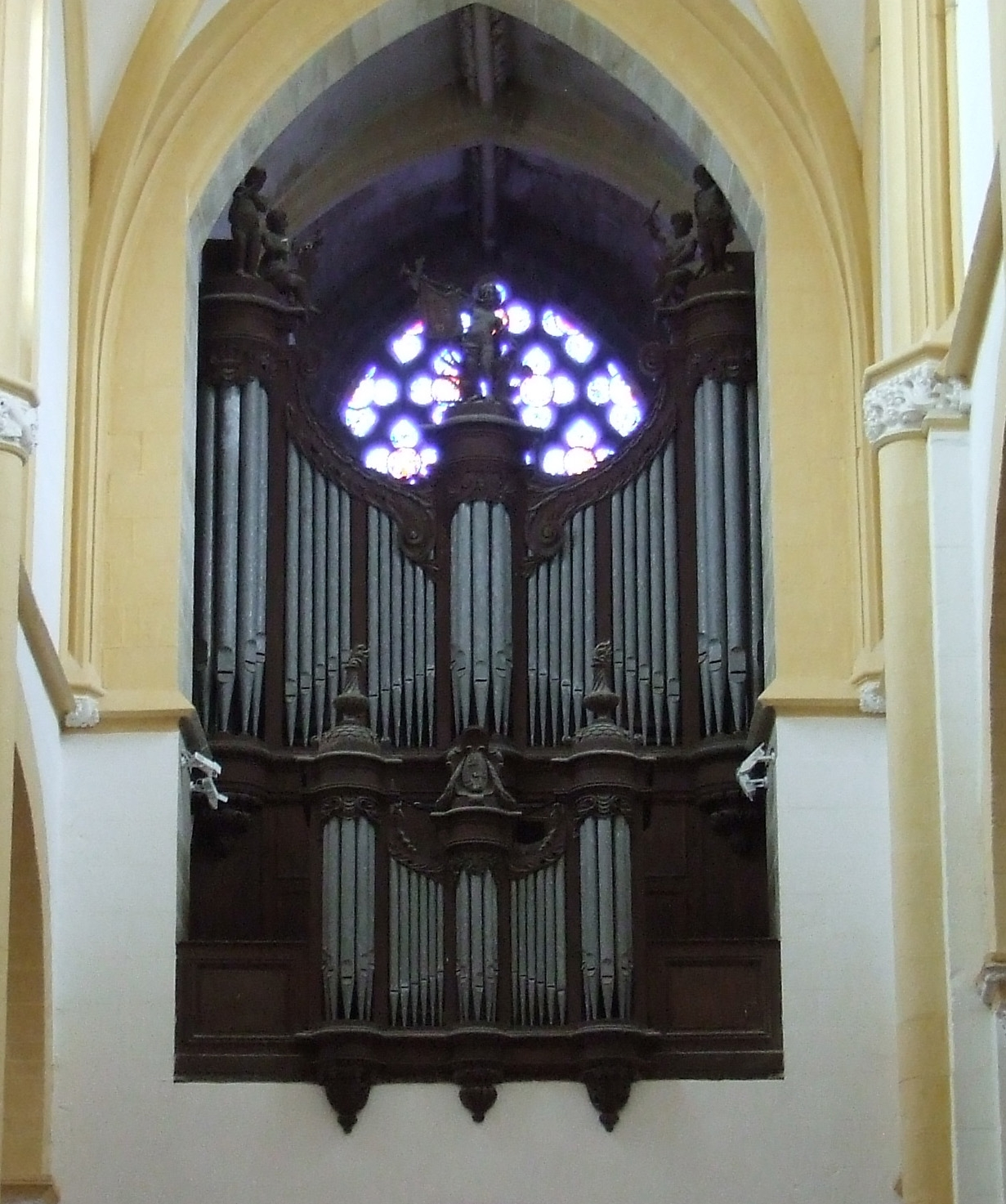
Orgue de l'église de Souvigny réalisé par François-Henri Clicquot en 1783.

- Houdan (Yvelines), église Saint-Jacques-Saint-Christophe (Louis-Alexandre Clicquot, 1734)
- Paris, Sainte-Chapelle (François-Henri Clicquot, 1771), transféré en l'église Saint-Germain-l'Auxerrois en 1791.
- Poitiers, cathédrale Saint-Pierre (François-Henri Clicquot, 1790)
- Souvigny, abbatiale (François-Henri Clicquot, 1782)

### Discographie
- Guillaume-Gabriel Nivers, Œuvres vocales et instrumentales, par Louis Thiry avec Henri Ledroit et Michelle Ledroit, Solstice, 1985 sur l'orgue Louis-Alexandre Clicquot de l'église de Houdan.
- Beauvarlet-Charpentier père et fils, Messe, Noëls, Hymne Veni Creator, marches, par Jean-Luc Perrot sur les orgues de l'église priorale de Souvigny, avec la Chapelle Saint-Jean Baptiste de Lyon (direction Jean-François Duchamp) et Gérard Hagopian (percussions).

### Exemples sonores
- YouTube

Jean-Luc Perrot des extraits des Magnificat (1750) sur l’orgue Clicquot de Souvigny
- YouTube Jean Boyer joue Couperin et Daquin à l’orgue historique Louis-Alexandre Clicquot de Houdan.